# コーパスクリスティ・フックス
コーパスクリスティ・フックス（Corpus Christi Hooks）は、アメリカ合衆国テキサス州コーパスクリスティに本拠地をおくマイナーリーグの野球チーム。MLBのヒューストン・アストロズ傘下AA級チームで、テキサスリーグに所属している。本拠地球場はワタバーガー・フィールド。

## 歴史
2004年9月16日にヒューストン・アストロズ傘下AA級ラウンドロック・エクスプレスのオーナー、ライアン・サンダース・ベースボールがAAA級のチームの権利を獲得し、エクスプレスがAA級からAAA級へ昇格。AA級チームはテキサス州のコーパスクリスティに移転し、「コーパスクリスティ・フックス」に改名した。監督にはデーブ・クラークが就任。
2005年は西地区前期4位・後期3位に終わり、プレーオフ進出を逃した。
2006年は西地区2位でプレーオフに進出。ディビジョンシリーズでミッドランド・ロックハウンズに3連勝し、決勝進出を果たした。決勝ではウィチタ・ラングラーズを3勝1敗で下し、移転後初のリーグ優勝を果たした。監督のクラークはテキサスリーグの2006年度「Manager of the Year」に選ばれた。
2007年は西地区前期3位・後期3位でプレーオフ進出を逃した。
2008年からはルイス・プホルスが監督に就任。チームは南地区に編入。しかし前期・後期ともに西地区最下位（4位）に終わり、2年連続でプレーオフ進出を逃した。
2009年も前期・後期ともに南地区最下位に終わり、3年連続でプレーオフ進出を逃した。オフにウェス・クレメンツが監督に就任した。
2010年は前期を南地区2位で終えたが、後期は最下位に終わり、4年連続でプレーオフ進出を逃した。オフの11月22日にトム・ローレスが監督に就任した。
2011年は前期・後期ともに南地区最下位に終わり、5年連続でプレーオフ進出を逃した。
2012年から監督にキース・ボディが就任。前期は2位だったが、後期は1位でシーズンを終え、6年ぶりのプレーオフ進出を果たした。しかし第1ステージでフリスコ・ラフライダーズに3連敗し、決勝進出を逃した。
2013年は南地区1位でシーズンを終え、プレーオフに進出。しかしサンアントニオ・ミッションズとの第1ステージで再び敗退した。

## 所属選手
| 投手 - 20 ルーバン・アラニス (Ruben Alaniz) - 14 トラビス・バリュー (Travis Ballew) - 45 コルトン・ケイン (Colton Cain) - 32 マイク・ハウシルト (Mike Hauschild) - 29 マット・ヘイデンリッヒ (Matt Heidenreich) - 16 ジョーダン・ジャンコウスキー (Jordan Jankowski) - 44 ミッチ・ラムソン (Mitch Lambson) - 28 タイソン・ペレス (Tyson Perez) - 51 カイル・スミス (Kyle Smith) - 22 カイル・ウェイランド (Kyle Weiland) - -- アーロン・ウェスト (Aaron West) | 投手 - 20 ルーバン・アラニス (Ruben Alaniz) - 14 トラビス・バリュー (Travis Ballew) - 45 コルトン・ケイン (Colton Cain) - 32 マイク・ハウシルト (Mike Hauschild) - 29 マット・ヘイデンリッヒ (Matt Heidenreich) - 16 ジョーダン・ジャンコウスキー (Jordan Jankowski) - 44 ミッチ・ラムソン (Mitch Lambson) - 28 タイソン・ペレス (Tyson Perez) - 51 カイル・スミス (Kyle Smith) - 22 カイル・ウェイランド (Kyle Weiland) - -- アーロン・ウェスト (Aaron West) | 捕手 - 15 レネ・ガルシア (Rene Garcia) - 12 タイラー・ヘインマン (Tyler Heineman) 内野手 - 38 MP コキノス (MP Cokinos) - 30 コンラッド・グレゴール (Conrad Gregor) - 26 ジョナサン・メイヤー (Jonathan Meyer) - 23 テルビン・ナッシュ (Telvin Nash) - 41 カルロス・ペルドモ (Carlos Perdomo) 外野手 - 2 レオ・ヘラス (Leo Heras) - 27 ブランドン・メレディス (Brandon Meredith) | 捕手 - 15 レネ・ガルシア (Rene Garcia) - 12 タイラー・ヘインマン (Tyler Heineman) 内野手 - 38 MP コキノス (MP Cokinos) - 30 コンラッド・グレゴール (Conrad Gregor) - 26 ジョナサン・メイヤー (Jonathan Meyer) - 23 テルビン・ナッシュ (Telvin Nash) - 41 カルロス・ペルドモ (Carlos Perdomo) 外野手 - 2 レオ・ヘラス (Leo Heras) - 27 ブランドン・メレディス (Brandon Meredith) |
| * 40人ロースター 2017年3月9日更新 [公式サイト(英語)より：ロースター [ 選手の移籍・故障情報]] | | | |